# Селиванов, Павел Александрович (волейболист)
Па́вел Алекса́ндрович Селива́нов (род. 23 июля 1952, Рига) — советский волейболист, игрок сборной СССР (1975—1986). Олимпийский чемпион 1980, двукратный чемпион мира, двукратный обладатель Кубка мира, 4-кратный чемпион Европы, чемпион СССР 1984. Нападающий. Заслуженный мастер спорта СССР (1978).

## Биография
Выступал за рижскую команду «Радиотехник». В её составе стал чемпионом СССР 1984, 5-кратным серебряным и бронзовым призёром чемпионатов СССР, 3-кратным обладателем Кубка СССР, 3-кратным победителем розыгрышей Кубка обладателей кубков ЕКВ. В составе сборной Латвийской ССР становился чемпионом (1983), серебряным (1979) и бронзовым (1975) призёром Спартакиад народов СССР.
После 1987 играл и работал тренером в Бельгии.
В сборной СССР в официальных соревнованиях выступал в 1975—1986 годах. В её составе: 9 раз становился чемпионом крупнейших официальных международных соревнований (Олимпийских игр, чемпионатов мира и Европы).
Награждён орденом «Знак Почёта», медалями и почётными знаками.
В 2001—2005 — депутат Рижской городской думы. Работал в Федерации волейбола Латвии (в 1999—2001 возглавлял федерацию). В 2020—2021 — тренер рижской женской волейбольной команды «Ригас ВС», а в 2021 — женской сборной Латвии.
18 ноября 2017 года награждён Орденом Трёх звёзд IV степени
С 1 сентября 2023 года — тренер команды "RPV".

### Игровая клубная карьера
- 1970—1987 —  «Радиотехник» (Рига);
- 1987—1988 —  «Кнак» (Руселаре);
- 1988—1989 —  «Крукенбург» (Тернат);
- 1989—1990 —  «Брюссель ЮК»;
- 1991—1992 —  «Вилворде».

### Тренерская карьера
- 1993—1995 —  «Шарлеруа» — мужчины — главный тренер;
- 2019—2021 —  «Ригас ВС» (Рига) — женщины — тренер;
- 2021 —  женская сборная Латвии — главный тренер.
- с 2023 —  «Rīgas Purvciema Vidusskola» — мужчины.

## Игровые достижения

### Клубные
- чемпион СССР 1984;
  - 4-кратный серебряный (1973, 1974, 1975, 1986) и бронзовый (1982) призёр чемпионатов СССР.
- 3-кратный серебряный (1983, 1984, 1986) и бронзовый (1972) призёр розыгрышей Кубка СССР.
- 3-кратный победитель розыгрышей Кубка обладателей кубков ЕКВ — 1974, 1975, 1977.

### Со сборными
СССР
- Олимпийский чемпион 1980;
  - серебряный призёр Олимпийских игр 1976.
- двукратный чемпион мира — 1978, 1982;
  - серебряный призёр чемпионата мира 1986.
- двукратный победитель розыгрышей Кубка мира — 1977, 1981.
- 4-кратный чемпион Европы — 1975, 1977, 1979, 1983.
- победитель турнира «Дружба-84».
- победитель Игр доброй воли 1986.

 Латвийская ССР
- победитель (1983), серебряный (1979) и бронзовый (1975) призёр Спартакиад народов СССР.

## Награды и звания
- Орден «Знак Почёта» (1980)
- Медаль «За трудовую доблесть»
- Почётный знак ВФВ «За вклад в победу на Олимпийских играх».
- Орден Трёх звёзд IV степени (Латвия).
- Заслуженный мастер спорта СССР (1978).